# Botrychium nipponicum
Botrychium nipponicum är en låsbräkenväxtart som beskrevs av Tomitaro Makino. Botrychium nipponicum ingår i släktet låsbräknar, och familjen låsbräkenväxter. Utöver nominatformen finns också underarten B. n. minus.